# Norton CS1
La CS1 fue una motocicleta producida por Norton entre 1927 y 1939. Originalmente construida para competir en el Tourist Trophy de la Isla de Man, siendo el primer diseño de Norton de un motor de levas en cabeza. Tuvo mucho éxito como una moto de carretera inspirada en el modelo de competición, la TT Replica.
Después del rediseño de principios de la década de 1930 efectuado por Arthur Carroll de los modelos cammy (con árbol de levas en cabeza) de Norton, la CS1 se convirtió en una moto de carretera de lujo. Las CS1 de 500 cc y sus hermanas menores, las CJ1 de 350 cc, se continuaron fabricando hasta el estallido de la Segunda Guerra Mundial en 1939. 
Muchos modelos CS1 ruteros posteriores se actualizaron para las carreras, adaptando sus características a los distintos certámenes internacionales. El catálogo de Norton tenía una larga lista de piezas disponibles. La característica de identificación de los modelos CS1 de la década de 1930 era el carburador con troquel: los modelos Inter tenían un carburador TT atornillado. 

## Desarrollo
El motor Norton Camshaft Senior Modelo 1 (CS1) fue diseñado por Walter Moore en 1927, basado en el motor con varillas de empuje Norton ES2 y reutilizando muchas de sus partes. El bastidor era un nuevo diseño de cuna completo, disponía de una transmisión de relación cerrada, pedal de arranque, frenos de 8 pulgadas, carburador Amal TT, magneto Lucas Racing y un depósito de combustible de 3 galones. La CS1 fue el estándar de las Norton de competición durante los 20 años siguientes. La magneto se trasladó a la parte trasera del motor y el extremo inferior era un diseño tradicional de Norton, pero en el costado del cárter estaba la carcasa de la bomba de aceite y un par de engranajes cónicos para conducir el eje largo que corría en un tubo hacia arriba a un lado del motor para accionar un segundo par de engranajes que impulsaban el árbol de levas superior.

## Éxito en las carreras
Alec Bennett, pilotando una CS1 en su primera carrera, ganó el TT Senior de la Isla de Man en 1927; y Stanley Woods marcó la vuelta más rápida en 70,99 millas por hora (114,2 km/h) antes de tener que retirarse.
El piloto Tim Hunt ganó el TT Amateur en el año siguiente en una Norton CS1, estableciendo un nuevo récord. Más adelante usó la misma motocicleta para ganar la Medalla de Oro en los Seis Días de Escocia de Trial.
En 1928, se introdujo una versión Junior de la CS1 con un motor de 348 cc, denominada Norton CJ para el Tourist Trophy de la Isla de Man. El diámetro y la carrera de este motor eran de 71 x 88 mm. Parecía un diseño prometedor, pero 1928 resultó ser un año desafortunado para Norton, ya que se produjeron problemas técnicos con el sistema de levas rediseñado por Walter Moore, y solo se ganó una carrera importante aquel año. En 1929 continuaron los problemas de fiabilidad, y la marca solo pudo apuntarse la victoria en el Gran Premio de España.
En marzo de 1931, Joe Craig y Tim Hunt alcanzaron la mejor marca de velocidad en una CS1, registrando 118 millas por hora (189,9 km/h) en Pendine Sands. También en 1931, la Norton CS1 ocupó los primeros cinco lugares en eventos Junior y Senior, comenzando el período de más éxito de Norton, que hasta el final de la década de 1930 dominó los eventos internacionales con victorias en ambas clases. Tim Hunt se convirtió en el primer piloto en ganar dos carreras del TT en una semana, con triunfos en la Carrera Junior TT en 3 h 34 min 21 s a una velocidad promedio de 73,4 millas por hora (118,1 km/h); y también la carrera Senior TT en 3 h 23 min 28 s, a una velocidad promedio de 77,9 millas por hora (125,4 km/h).